# Lisková
Lisková (ungarisch Liszkófalu) ist eine Gemeinde im Okres Ružomberok innerhalb des Žilinský kraj in der Slowakei mit etwa 2100 Einwohnern.

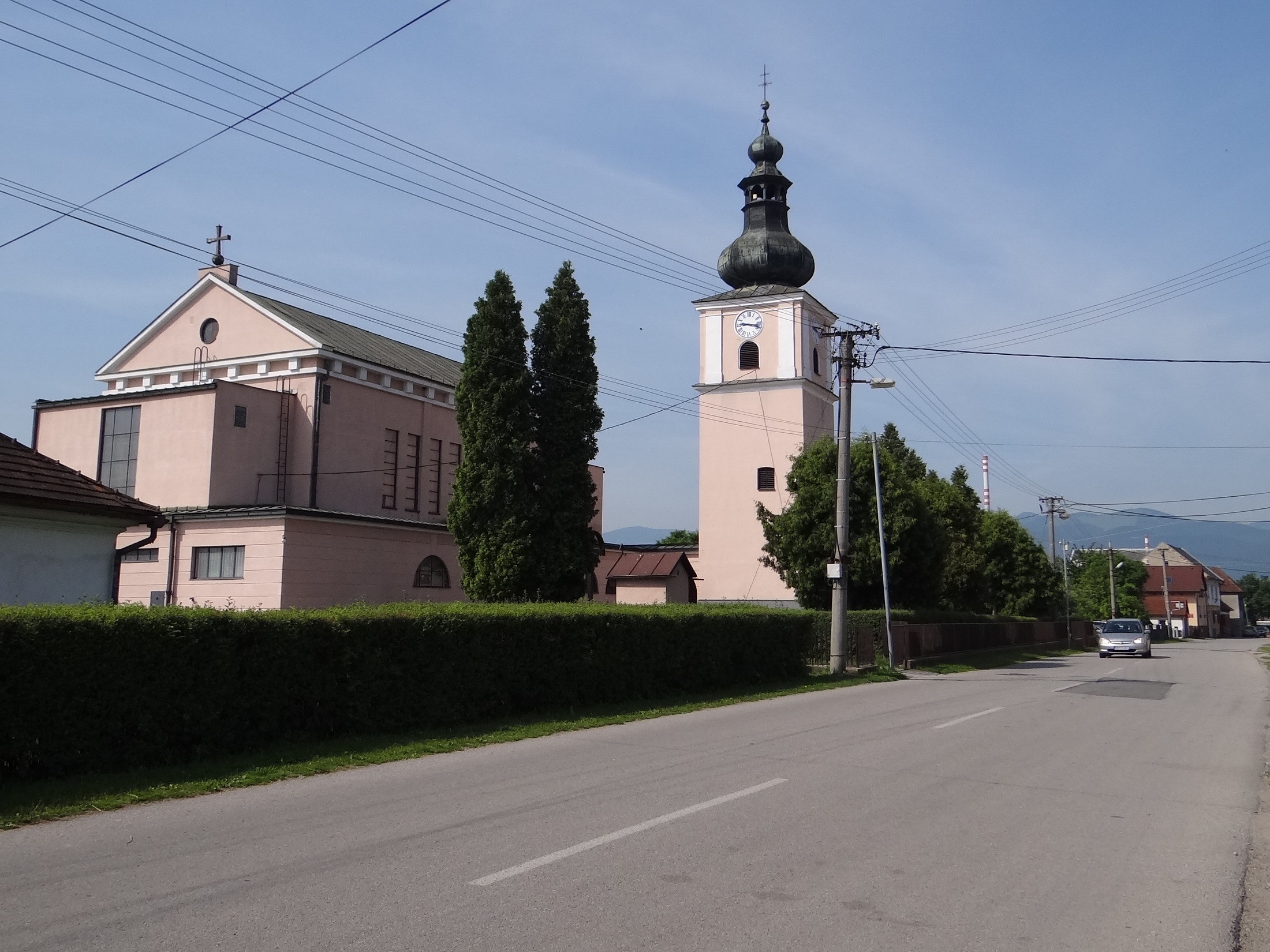
Kirche

Die Gemeinde liegt im äußersten Westen der Podtatranská kotlina (Unter-Tatra-Kessel) unterm Gebirge Chočské vrchy, direkt unter dem Berg Veľký Choč (1611 m n.m.). Südlich von Lisková befinden sich Mündungen mehrerer Bäche mit der Waag. Der Ort liegt nur fünf Kilometer östlich der Stadt Ružomberok. Bei der Gemeinde befindet sich eine Höhle sowie die Naturformation Skalná päsť (Felsenfaust).
Der Ort entstand wohl im 12. Jahrhundert und wurde zum ersten Mal 1252 in einer Urkunde erwähnt. Der Name soll sich vom Gründer, einem niederen Edelmann namens Liska, ableiten. Die Ortschaft gehörte zum Herrschaftsgut von Burg Likavka und war überwiegend landwirtschaftlich geprägt. 1885 brach in der Gemeinde ein vernichtendes Feuer, dem 119 Häuser zum Opfer fielen. Die Einwohner nahmen 1944 am Slowakischen Nationalaufstand teil, weswegen es am 2. Februar 1945 zur Erschießung von 23 Einwohnern durch die deutsche Wehrmacht kam.
Lisková ist der Geburtsort von Vavro Šrobár, eines slowakischen Politikers.

## Bevölkerung
| Jahr                | 1994 | 2004    | 2014    | 2024    |
| ------------------- | ---- | ------- | ------- | ------- |
| Anzahl der Personen | 2106 | 2127    | 2117    | 1999    |
| Unterschied         |      | +0,99 % | −0,47 % | −5,57 % |

| Jahr                | 2023 | 2024    |
| ------------------- | ---- | ------- |
| Anzahl der Personen | 2010 | 1999    |
| Unterschied         |      | −0,54 % |